# El Talló (Camprodon)
El Talló és una muntanya de 1.277 metres que es troba entre els municipis de la Vall de Bianya, a la comarca de la Garrotxa i de Camprodon, a la comarca catalana del Ripollès. Està situat a uns 1,7Km a l'Est del Puig Ou, i com aquest també separa la Vall del Bac, al Sud, i la Vall de Bolòs i Salarsa al Nord.